# Zbigniew Gutkowski
Zbigniew Gutkowski, né le 24 juin 1973 à Gdańsk, est un skipper polonais.

## Biographie
À partir de 2012, il est le skipper de l'IMOCA Energa.
Le 21 novembre 2012, il annonce qu'il abandonne le Vendée Globe 2012-2013 en raison des problèmes électroniques de son voilier, l'empêchant de disposer de pilote automatique.

## Palmarès
- 2013
  - 3e Caribbean 600

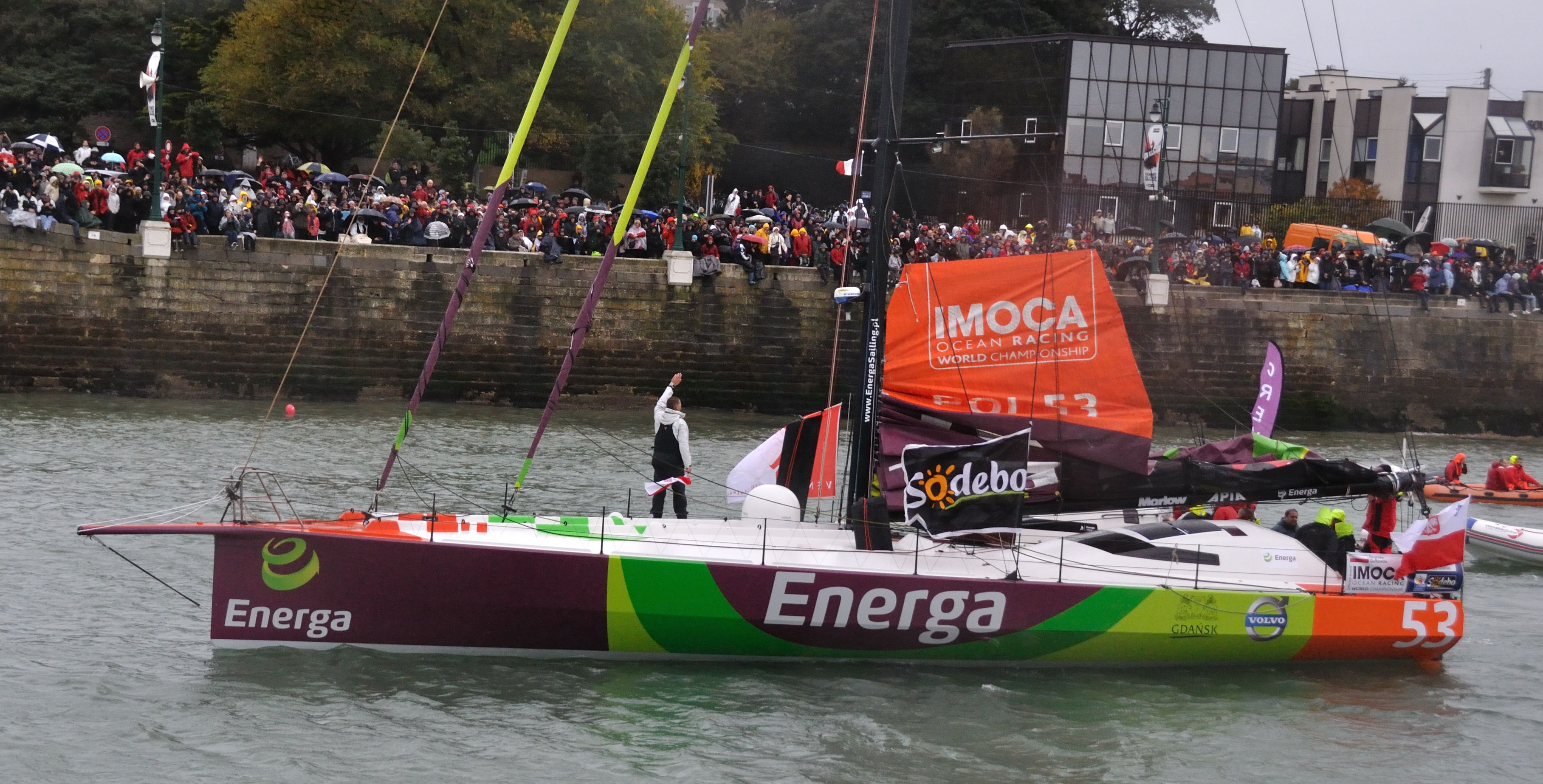
Energa, avant le départ pour le Vendée Globe 2012-2013

  - 7e Transat Jacques-Vabre 2013 sur l'IMOCA Energa, ancien Hugo Boss 2,  accompagné de Maciej Marczewski[2]
- 2012
  - Participation au Vendée Globe 2012-2013 sur Energa (abandon)
- 2010
  - 2e de la Velux 5 Oceans sur l'IMOCA Operon Racing, ancien Bagages Superior
- 2005
  - 4e de la Nokia Oops Cup (ORMA 60 Bonduelle)
- 2004
  - Tentative de record autour du monde (Open 60 Bank BHP, ex-Assa Abloy), arrêt au Cap après une défaillance matérielle
- 2001
  - 4e de The Race (chef de quart sur Warta-Polpharma)
- 1998
  - 2e des Championnats polonais de la Classe 49er[3]
- 1994
  - 2e des Championnats polonais de la Classe 470